# Димитър Българов
Димитър (Стойко) Бочев Българов е български офицер (подполковник), участник в Сръбско-българската война (1885).

## Биография
Димитър Българов е роден през 1857 г. в Сопот. Емигрира във Влашко, от където при избухването на Руско-турската война (1877 – 1878) става опълченец от 1-ва рота на 3-та опълченска дружина и участва в боевете при Стара Загора и Шипка. За участието си във войната, през 1880 г. е награден с Военен орден „За храброст“ IV степен. Постъпва във в Военното на Негово Княжеско Височество Училище и завършва на 30 август 1880 с 2-ри випуск, като е произведен в чин подпоручик. На 30 август 1883 е произведен в чин поручик.

## Сръбско-българска война (1885)
По време на Сръбско-българската война (1885) поручик Българов командва ескадрон с който разузнава състава и разположението на противника пред Сливнишката позиция (8 – 12 ноември). На 24 март 1886 г. е произведен в чин капитан, през 1889 в чин майор и на 15 ноември 1893 в чин подполковник. През 1899 г. е уволнен от служба.
По време на военната си кариера служи в 4-ти конен полк и 2-ри конен полк
Полковник Димитър Българов умира през 1924 г. в Шумен.

## Семейство
Полковник Димитър Българов е брат на подполковник Кирил Българов.

## Военни звания
- Подпоручик (30 август 1880)
- Поручик (30 август 1883)
- Капитан (24 март 1886)
- Майор (1889)
- Подполковник (15 ноември 1893)
- Полковник

## Награди
- Военен орден „За храброст“ IV степен (1880)